# Курдюкова, Лина Ивановна
Лина Ивановна Курдюкова (род. 1944, Кривой Рог, Днепропетровская область) — педагог в области кинообразования и анимационной педагогики. Супруга Юрия Красного.

## Биография
Родилась в 1944 году в городе Кривой Рог Днепропетровской области.
С 1964 года жила в городе Днепропетровске. В 1970 году окончила Днепропетровский государственный университет.
В 1971—1973 годах — корреспондент днепропетровской газеты «Трибуна строителя».
В 1973—1980 годах — руководитель редакционного отдела рекламного комбината «Днепроторгреклама».
В 1980—2006 годах — педагог-экспериментатор, методист.
С 2006 года преподаёт, читает лекции и проводит тренинги в Иерусалимском культурном центре, Иерусалимском университете, в организациях Тель-Авива, Хайфы и других.
Член Союза кинематографистов Украины (секция кинообразования).

## Педагогическая деятельность
Работы Курдюковой занимали первые и призовые места на детских отечественных и международных кинофестивалях. Участница 3-го всемирного саммита по СМИ для детей (Греция, Салоники, 2001).

### Работы
- Ю. Е. Красный, Л. И. Курдюкова. Мультфильм руками детей: Кн. для учителя. — М.: Просвещение, 1990. — 176 с. — ISBN 5-09-001057-9. — 63 700 экз.
- А. Д. Артоболевская, В. И. Левин; Ю. Е. Красный, Л. И. Курдюкова. Первые встречи с искусством. — М.: Редакция журнала «Искусство в школе», 1995, — 224 с. — 5000 экз.

### Статьи
- Программа развития детей средствами кино (1987).
- Комплексные занятия в работе мультстудии (1987).
- Съёмочная кукла в детской мультстудии (М., 1987).
- Мой и наш еврейский дом (2004; в соавторстве с Ю. Красным и М. Красной).
- Анимационная педагогика // Искусство в школе. — 1996. — № 1.
- Анимация развивает ребёнка // Искусство в школе. — 2005. — № 3.
- Анимация в школе // Искусство в школе. — 2005. — № 5.
- Тематический выпуск «Взаимодействие искусств в анимации» журнала «Искусство в школе» (2005).
- Возвращение в библиотеку // Искусство в школе. — 2017. — № 1 (в соавторстве с Ю. Красным).
- Анимационная педагогика и проблемы XXI века // Искусство в школе. — 2019. — № 3 (в соавторстве с Ю. Красным и М. Красной).

### Авторские радиопередачи
- Все мы — дети (8 выпусков, 1997);
- Отдельные сюжеты о педагогике (1994—2002).

## Награды
- Почётная грамота Министерств народного образования СССР и Украины;
- Серебряная медаль ВДНХ СССР;
- Нагрудный знак ВЦСПС;
- Отличник просвещения СССР, УССР и Украины.